# Idionyx salva
Idionyx salva är en trollsländeart som först beskrevs av James George Needham och Gyger 1937.  Idionyx salva ingår i släktet Idionyx och familjen skimmertrollsländor. Inga underarter finns listade i Catalogue of Life.